# 申酉事件

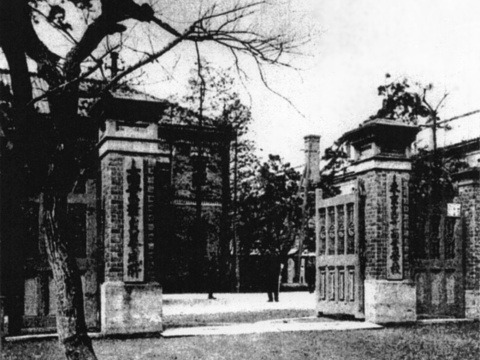
東京高等商業学校（1910年）

申酉事件（しんゆうじけん）は、1908年（明治41年）から翌1909年にかけて起こった、東京高等商業学校（一橋大学の前身）と文部省との間の紛争事件・学校騒動である。この項目では「第2の申酉事件」とされる1931年の「籠城事件」についても併せて記述する。

## 概要

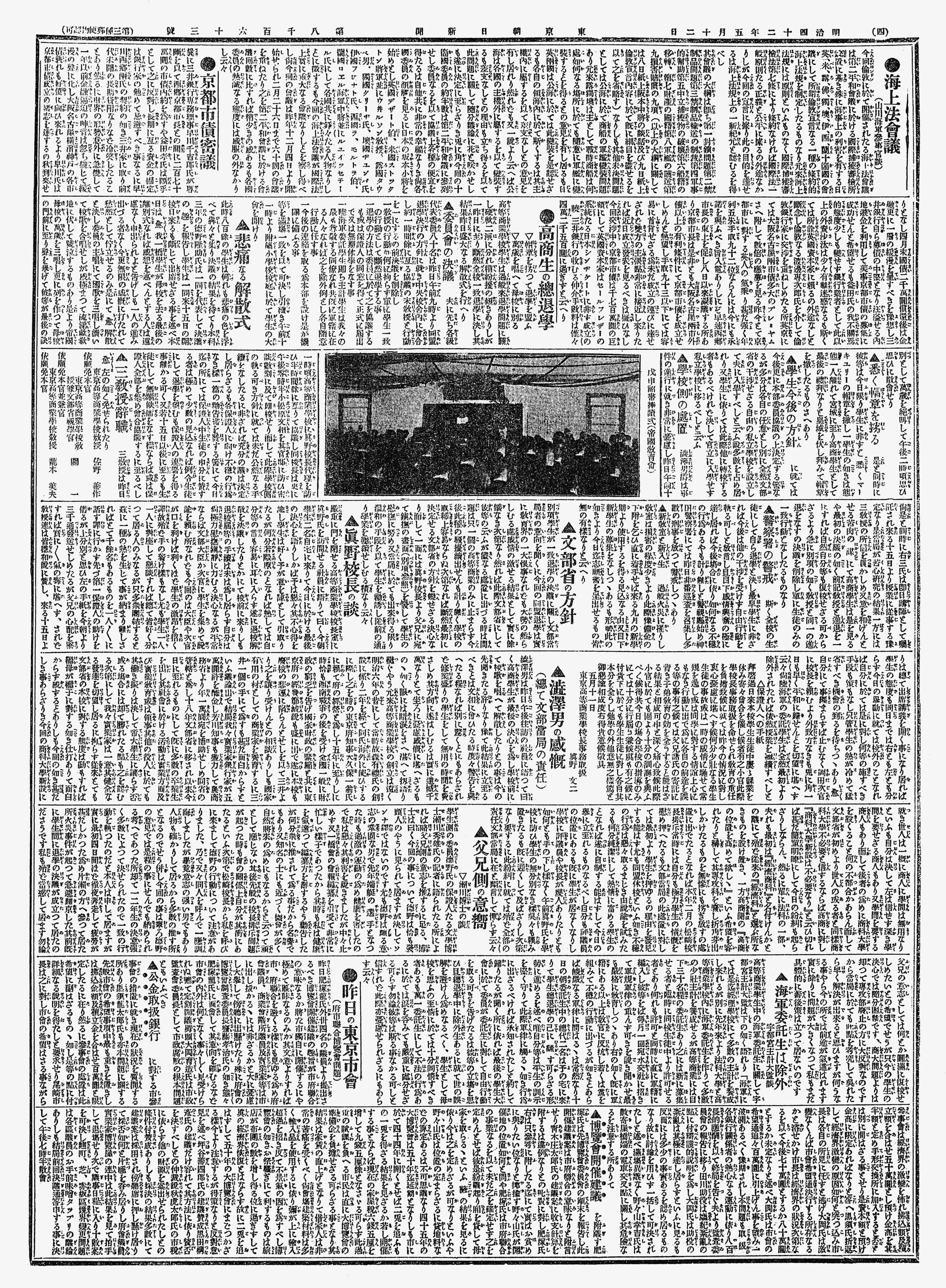
高商生の総退学（『東京朝日新聞』 1909年5月12日付4面）

1887年、従来の東京商業学校を改編し官立「高等商業学校」として設立された東京高等商業学校（東京高商）は卒業生を対象とする専攻部を設置、大学への昇格をめざした。これに対し文部省は、東京帝国大学法科大学（現在の東京大学法学部）に経済・商業2学科を新設、さらに東京高商専攻部を廃止しこの2学科に事実上吸収する方針を決定、同校の大学昇格を真っ向から否定した。東京高商側はこの決定に激しく反発、学生も総退学の意思を表明したため事態は紛糾した。
結局、財界の大立者であり東京高商の商議員でもあった渋沢栄一が調停に乗り出し、文部省も折れて東京高商専攻部は存続が決定されたため東京高商側はほぼ勝利し、これによりその後の東京高商の旧制東京商科大学への昇格への道が開かれることとなった。またこの事件後、東京商大・一橋大の後援・同窓組織として現在も存続する如水会が発足した。
以上、1908年から09年にかけての一連の事態を両年の干支である戊申および己酉をつないで「申酉事件」と称する（しばしば「辛酉事件」と誤記される）。

## 経緯

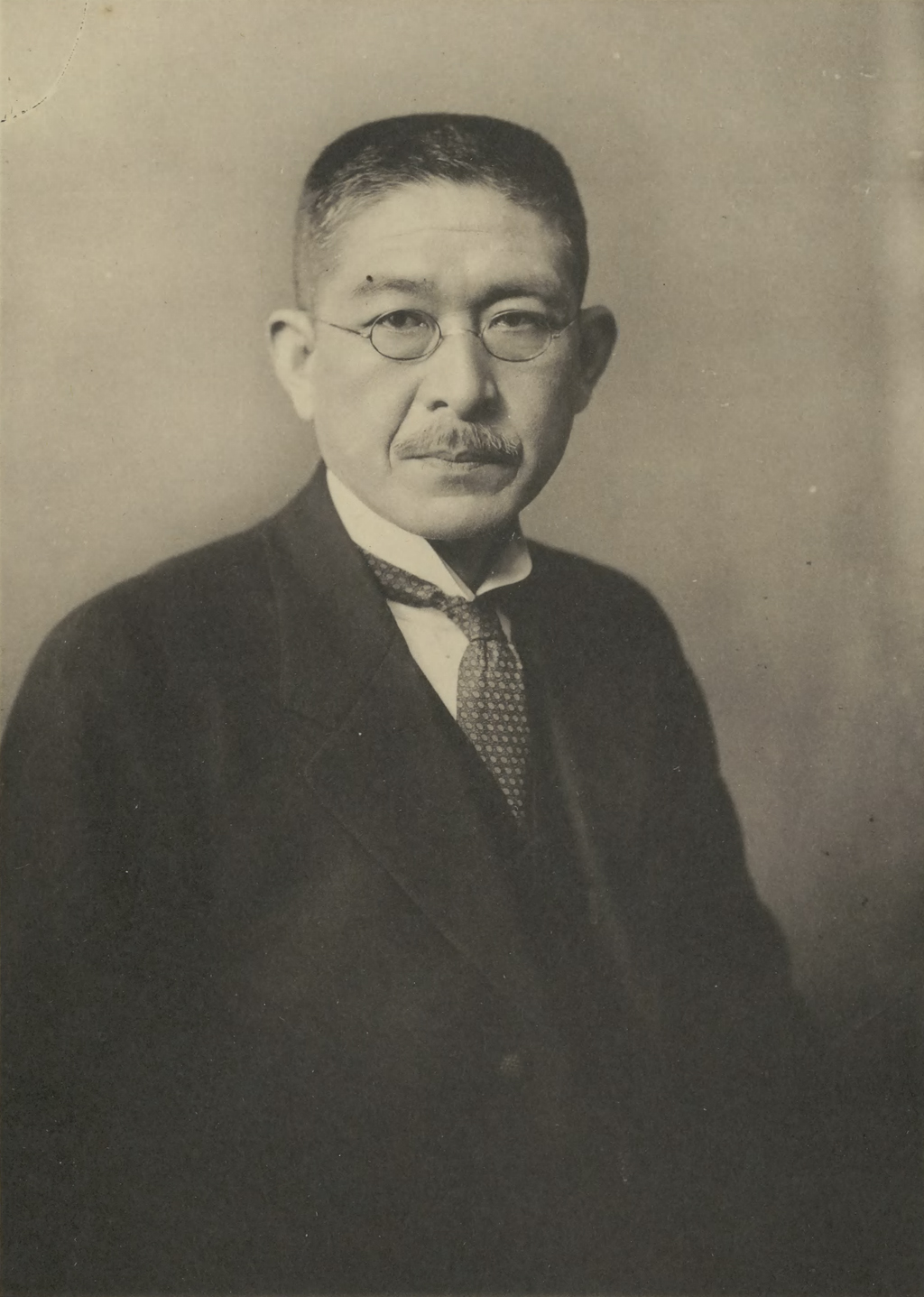
関一 / 東京高商教授として同校の大学昇格運動の中心となった。

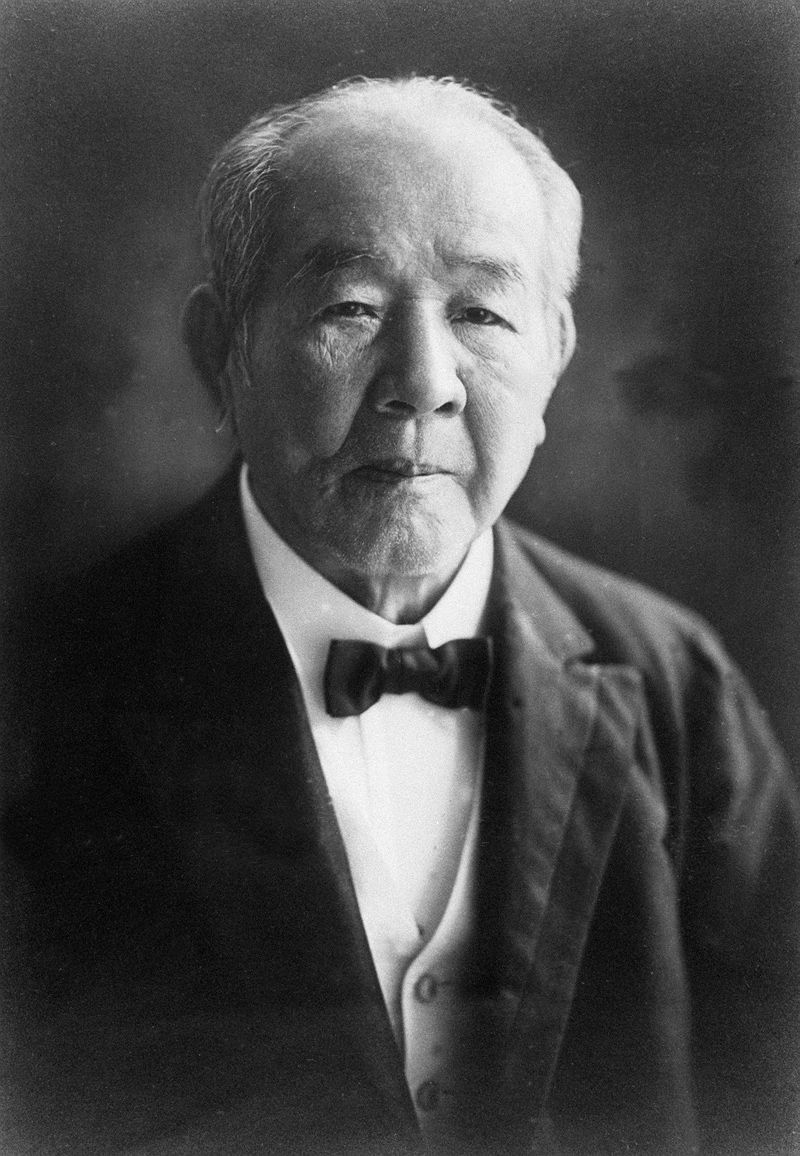
渋沢栄一 / 事件に際して調停、専攻部存続に尽力した。

### 東京高商の大学昇格運動
東京高商には本科に接続するかたちで2年制の専攻部が設置（1897年）され、同じ官立高商である神戸高等商業学校（神戸大学経済学部・経営学部の前身）の卒業生も受け入れていた。1901年1月、欧州留学中の高商教授8名（石川巌・石川文吾・神田乃武・瀧本美夫・津村秀松・福田徳三・志田鉀太郎・関一）がベルリンにおいて「商業大学の必要」を建議し、専攻部の設置・拡充（修業年限延長（1899年）や卒業者への「商業学士」授与（1901年 - ））を足がかりに、高商の大学昇格運動が進められた。1907年（明治40年）には「商科大学設置に関する建議案」が帝国議会を通過、高商の大学昇格運動は最高潮に達した。

### 文部省の対応と昇格運動の挫折
このような東京高商の大学昇格運動や議会の建議に対し、第2次桂内閣および文部省（小松原英太郎文相）は翌08年9月から09年3月にかけて、東京帝国大学法科大学（東大法学部の前身）内に経済学科・商業学科を設置（のち改編され東大経済学部の前身となった）することで対応した。この過程で高商側は、単独での大学昇格を第一の目標としたが、次善の策として帝大内に東京高商を母体として商科大学を新設する（高商専攻部を東京帝大の内部に「分科大学」として事実上吸収することを意味する）こともやむなしとしていた。しかし文部省はこのいずれの案も認めず、帝大法科大学教授会側も文部省案を受け、上記のように商科を東京高商とは別に帝国大学内に独自に置くことを決議した。これにより10年にわたる東京高商の大学昇格運動は挫折し、運動を進めてきた関一ら4教授は辞表を提出、松崎蔵之助校長も問責により辞職においこまれた。

### 「専攻部」廃止決定と事態の紛糾
そのうえ文部省は、松崎校長辞任発令直後の5月6日、高商専攻部と帝大商科との重複は「学制上より見るも…不統一の嫌」があるとして1911年をもって前者を廃止するという省令を発した。また救済措置として高商本科生のうち進学希望者については帝大商科に無試験で入学させるとしたが、これに猛反対したのが東京・神戸の両高商の在学生であった。帝大への進学は現在の高商在学生のみに限るという過渡的措置となる見込みであった一方、東京高商の念願であった大学昇格の可能性はこれにより完全に断たれることになるからである。この危機に直面し、東京高商の在学生は5月11日学生大会を開催して抗議の総退学を決議、神戸高商側もこれに呼応する態度を見せた。

### 高商側の勝利
東京高商商議員でもあった渋沢栄一は、東京を始めとする大阪、横浜、神戸、京都の商業会議所を代表する中野武営、高商父母保証会とともに調停に当たった。5月22日、中野武営は三団体を代表して高商に訣別した学生に対して復学を勧告し、渋沢栄一も翻意を促した。中野は、学生の主張が商業大学を一橋に設置すること、それまでは専攻部を存続させることの二点であることを確認した上で、復学すれば渋沢らとともにその政策の実現に向けて努力することを約束した。こうした説得に応じ、5月24日、1300人あまりの学生が無条件で復学した。その後、文部省は、渋沢らの調停を受け6月25日に高商専攻部を今後4年間存置する旨の省令を出すことで事態を収拾、さらに1912年3月25日には専攻部をそのまま存続することを決定した。これは当面の大学昇格は実現できなかったものの、専攻部が存続することでその後の大学昇格への基礎が固まることとなり、事件はほぼ東京高商側の勝利に帰着することとなった。

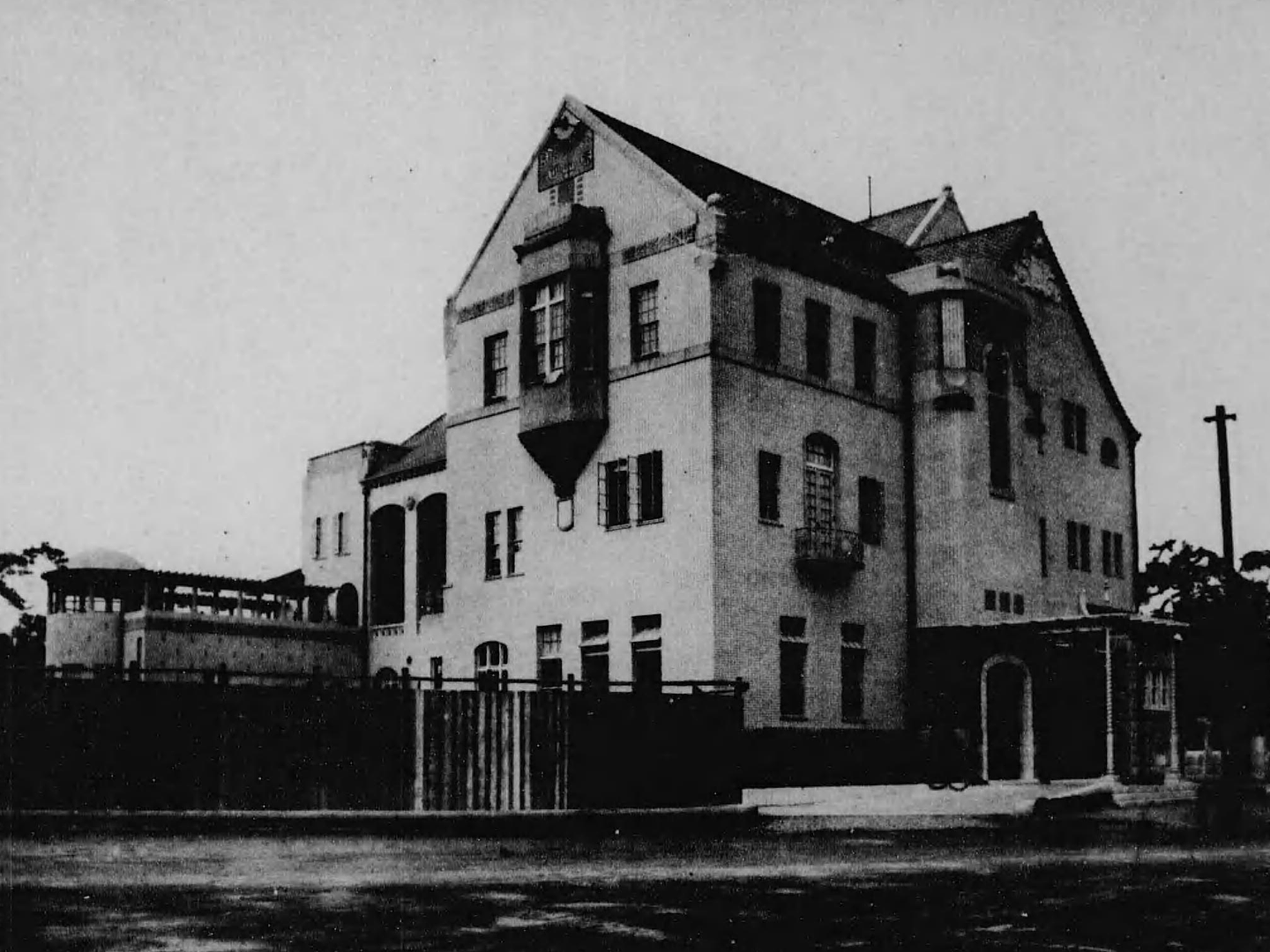
初代如水会館（1919年）

### 事件のその後
1913年（大正2年）7月には奥田義人文相が再び専攻部の東京帝大吸収を企てるが、教員・学生・同窓会一体の反対にあい断念した。1914年11月には同窓会有志がこれまでの専攻部存廃問題をかんがみ、政府・文部省の帝大中心主義政策から母校を防衛するための組織として「如水会」を結成した。さらに第一次世界大戦後の原内閣（中橋徳五郎文相）の高等教育拡充構想のなかで、東京高商は、1920年、専攻部を基礎とした念願の大学昇格（旧制東京商大の設立）を実現させることとなった。

## 籠城事件
東京商大への昇格後、1931年（昭和6年）に同大学の予科（東京高商の制度上の後身組織）及び専門部の廃止案をめぐって発生した「籠城事件」は、しばしば「第2の申酉事件」として位置づけられることがある。
1931年10月1日、東京日日新聞によってスクープされた行財政整理準備委員会（第2次若槻内閣により設置）の整理原案の中に東京商大予科・専門部（および北大予科）の将来廃止が含まれていることが明らかになった。これは文教費削減のため「高校があるから単科大の予科は不要であり、専門学校があるから専門部も不要」という大蔵省の主張に基づくものであり、これに対して教授・学生・如水会が一致して蔵相・文相官邸を訪れて抗議したほか、学生は一ツ橋の校舎に籠城し街頭デモを行った。学生の中からは警官と衝突し検束される者も出たが、全学生2,000名は総退学を決議したため政府はついに商大予科・専門部の廃止を取りやめた。

## 関連文献
- 依光良馨『辛酉籠城事件史』辛酉籠城事件記念事業実行委員会、1991年